# Albertina Rèpaci
Pour les articles homonymes, voir Rèpaci (homonymie).
 (novembre 2017).
Si vous disposez d'ouvrages ou d'articles de référence ou si vous connaissez des sites web de qualité traitant du thème abordé ici, merci de compléter l'article en donnant les références utiles à sa vérifiabilité et en les liant à la section « Notes et références ».
Pour les articles homonymes, voir Albertina et Rèpaci.
Albertina Antonelli, devenue après son mariage Albertina Rèpaci, est une femme de lettres italienne contemporaine, poétesse, romancière.

## Biographie
Albertina Antonelli-Rèpaci était l'épouse de l'écrivain Leonida Rèpaci (1898-1985). Elle a longtemps animé le Prix Viareggio, dont elle était secrétaire, avec son mari qui en était le cofondateur et le président.

## Œuvres
- L’amore è difficile, Éd. Ceschina, Milan, 1971
- Mio Fratello, il cipresso, recueil de poésie, Éd. Citadella, Padoue, 1974
- La Piramide Capovolta Milano Guanda, 1977
- L'amore è difficile, Milan, Rizzoli, 1981